# Mercury Grand Marquis
Der Mercury Grand Marquis war eine ab 1982 angebotene Modellreihe des zum Ford-Konzern gehörigen Automobilherstellers Mercury. Das Modell gehörte in den USA der dortigen Full-size-Klasse an. Von 1974 bis 1982 wurden die teuersten Ausführungen des Mercury Marquis mit der Bezeichnung Grand Marquis versehen.
Der Grand Marquis war die Luxusvariante des Ford Crown Victoria, dessen Produktion mit Schließung des Werks in St. Thomas (Kanada) am 31. August 2011 inzwischen ebenfalls eingestellt wurde. Ebenso gab es mit dem Lincoln Town Car ein weiteres Schwestermodell. Alle drei Fahrzeuge bauten bis zuletzt auf der Panther-Plattform von Ford auf.

## 1. Generation (1982–1991)
Ab 1982 wurde das vormals als Mercury Marquis bezeichnete Modell weitestgehend unverändert als Grand Marquis weitergeführt, da die Bezeichnung Marquis ab diesem Zeitpunkt einem kleineren Mittelklasse-Modell zugeordnet wurde.
Angeboten wurden ein zweitüriges Coupé und eine viertürige Limousine in den Varianten Basis und LS sowie ein fünftüriger Kombi unter der Mercury-Traditionsbezeichnung Colony Park. Lieferbar war für Privatkunden ausschließlich ein 4,9-Liter-V8 in Einspritz-Version (97 kW/132 PS) oder mit Vergaser (108 kW/147 PS), für Polizeifahrzeuge blieb der 5,8-Liter-V8 mit Doppelvergaser und 123 kW (167 PS) weiterhin erhältlich. Alle Grand Marquis-Modelle besaßen serienmäßig eine Viergang-Automatik.
1984 wurden die Leistungswerte der Motoren auf 104/115 kW (142/157 PS) bzw. 135 kW (183 PS) bei den Polizeifahrzeugversionen angehoben. 1986 entfielen der Vergaser- und der in Polizeifahrzeugen eingesetzte V8-Motor, der 4,9-Liter-Einspritzer leistete nun 112 kW (152 PS). Ab 1987 trugen die Modelle die Bezeichnungen GS (Basisversion) und LS, das zweitürige GS-Modell wurde eingestellt. Eine Klimaanlage war von nun an serienmäßig.
Zum Ende des Jahres 1987 erhielt der Grand Marquis ein Facelift mit einer flacheren und abgerundeten Front- und einer ebenfalls geänderten Heckpartie. Das Coupé wurde gänzlich aus dem Angebot gestrichen. In dieser Form wurde der Grand Marquis bis Winter 1990/91 gebaut.

Innerhalb von knapp 9 Jahren entstanden rund gerechnet ca. 1,1 Millionen Exemplare. In Venezuela wurde das Modell von der Grupo Consorcio 1390 S.A. montiert und unter dem Modellnamen Ford Conquistador in den Handel gebracht. Wie viele Einheiten dort hergestellt wurden, ist nicht bekannt.

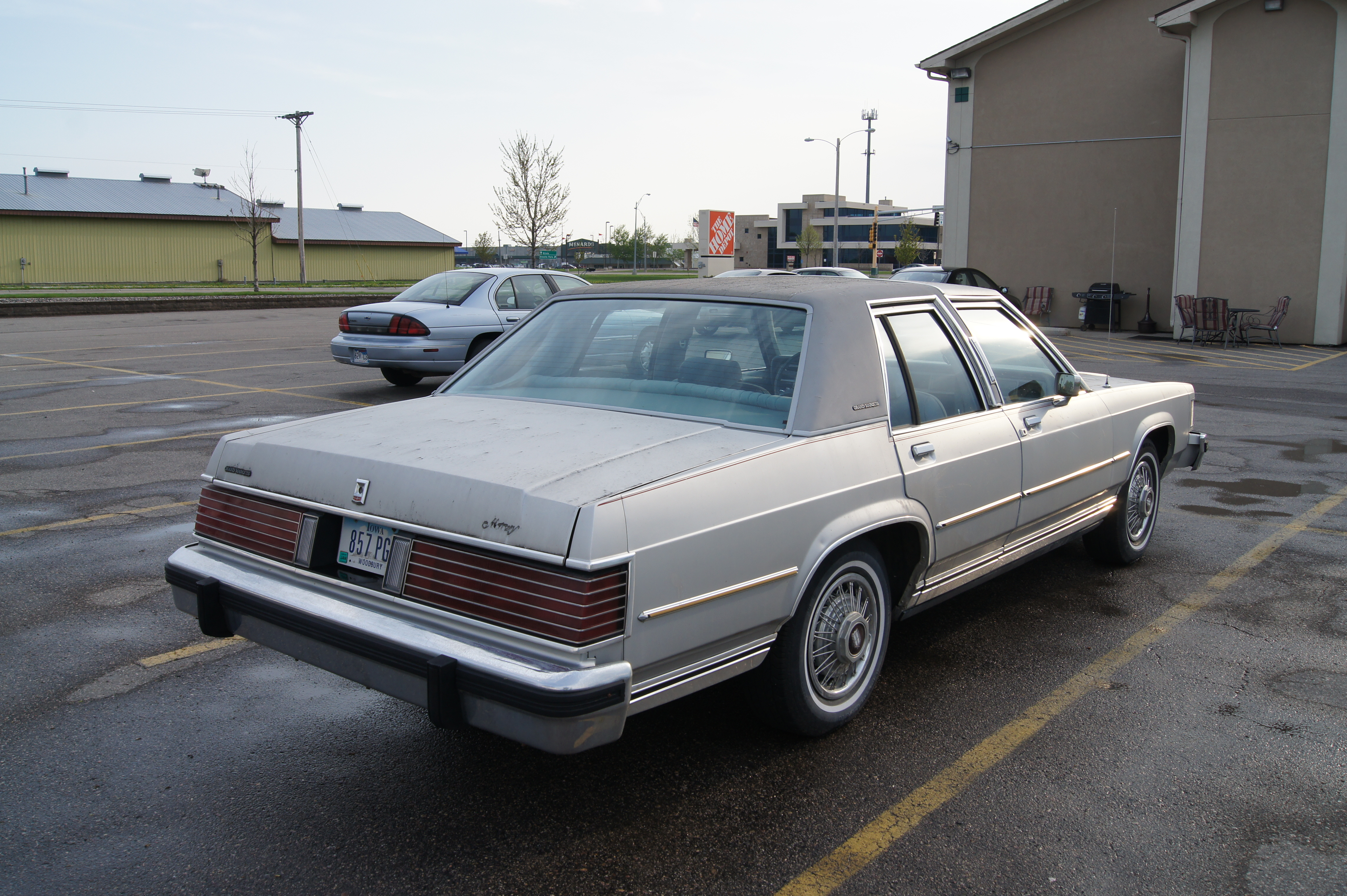
Heckansicht
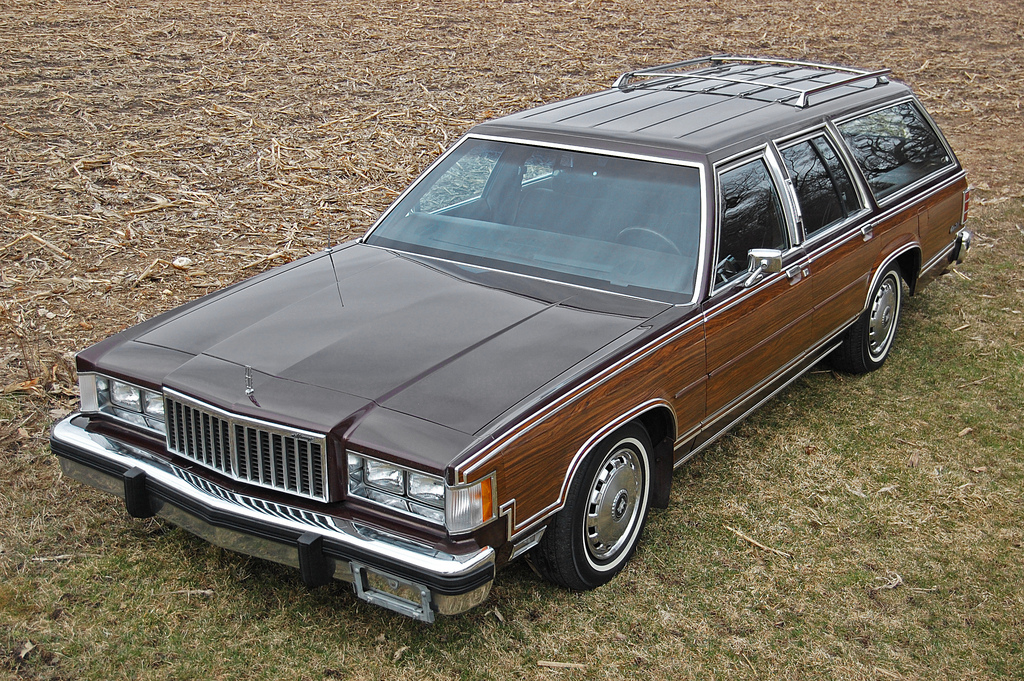
Mercury Grand Marquis Colony Park (1982–1987)
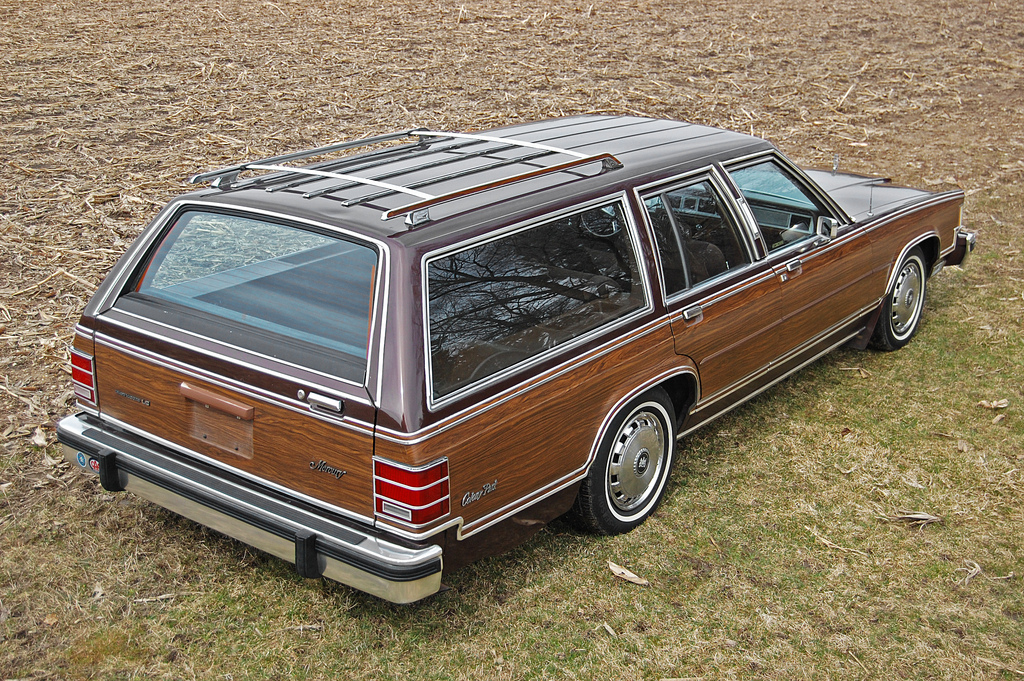
Heckansicht
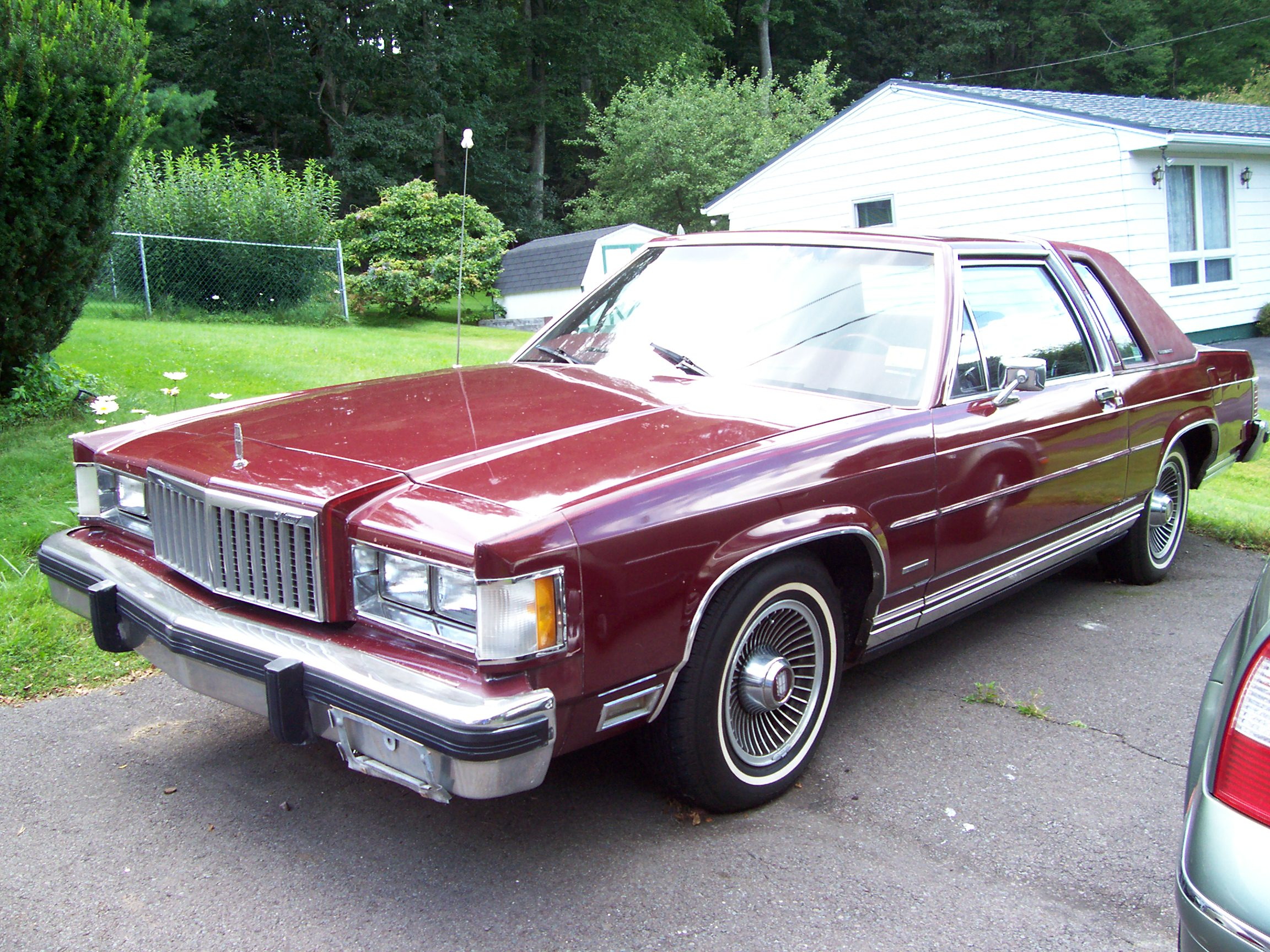
Zweitürer (1982–1987)
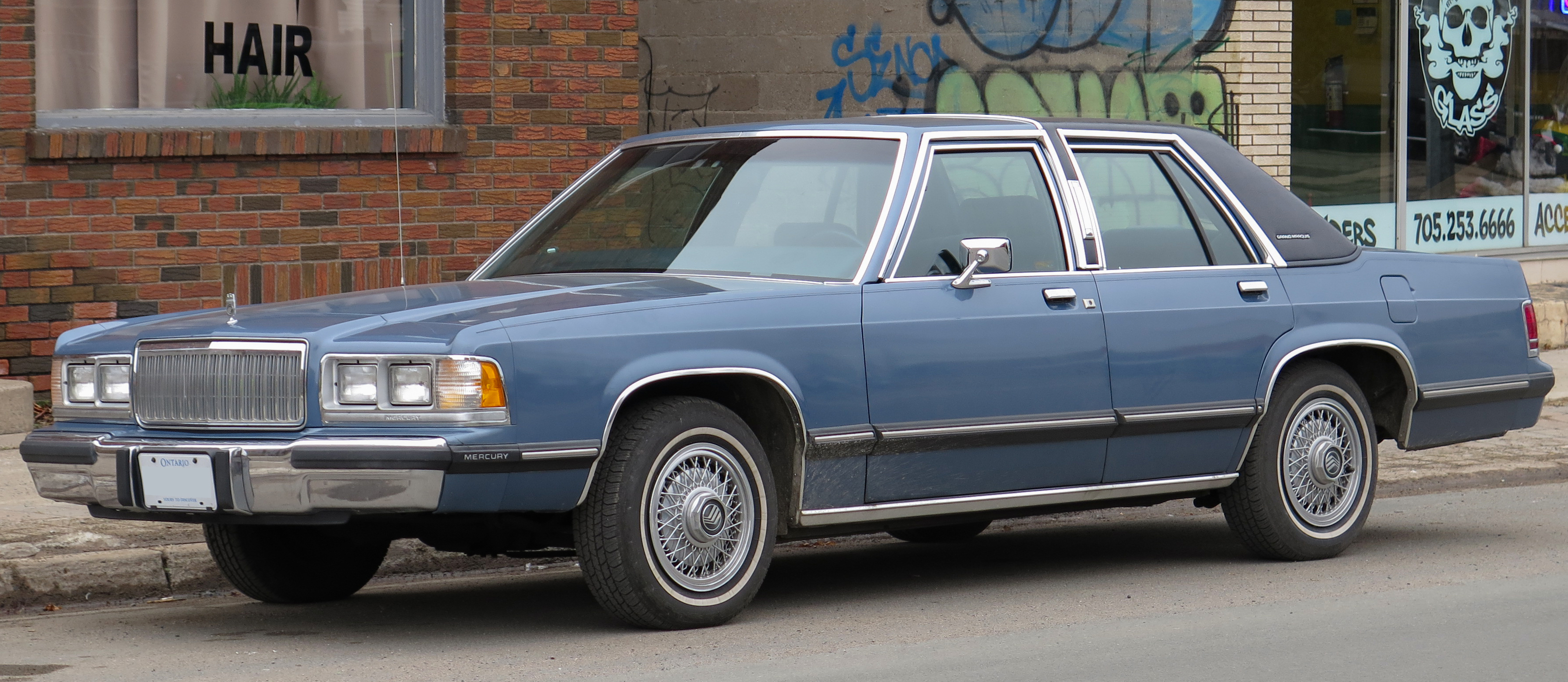
Facelift (1987–1991)
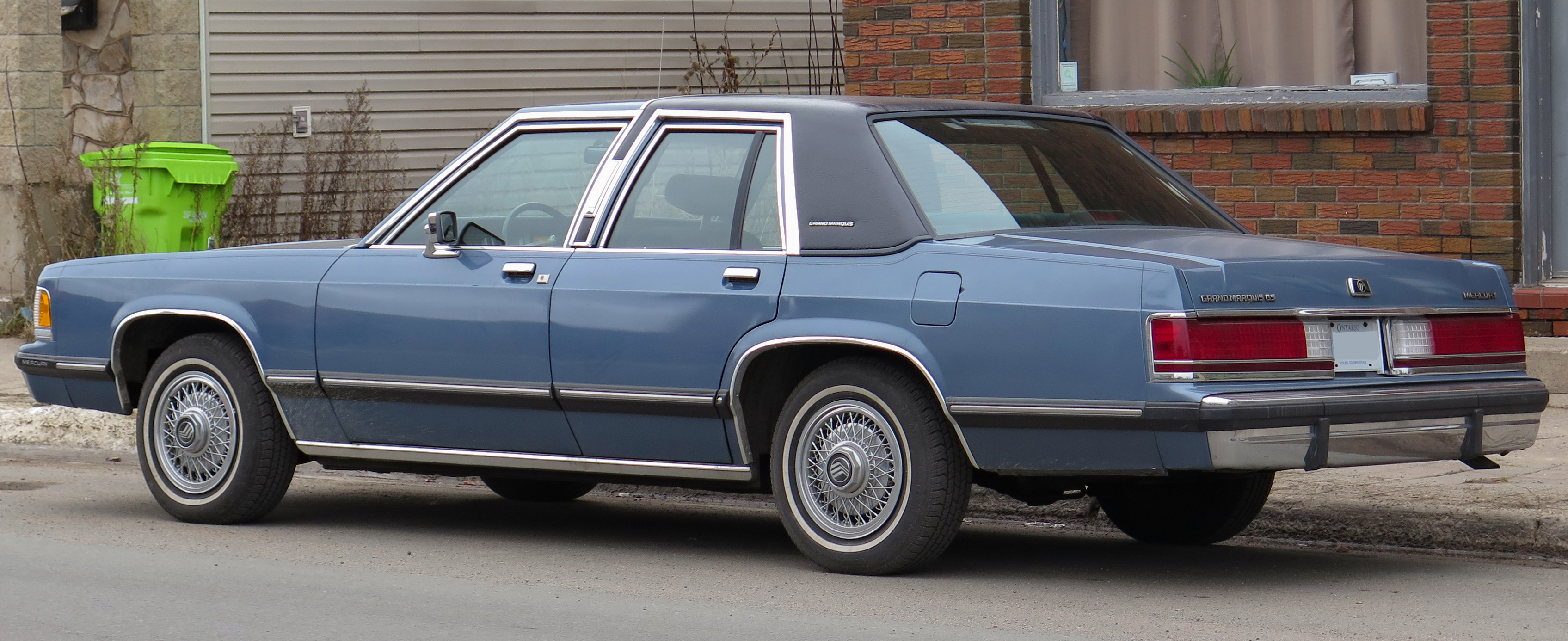
Heckansicht
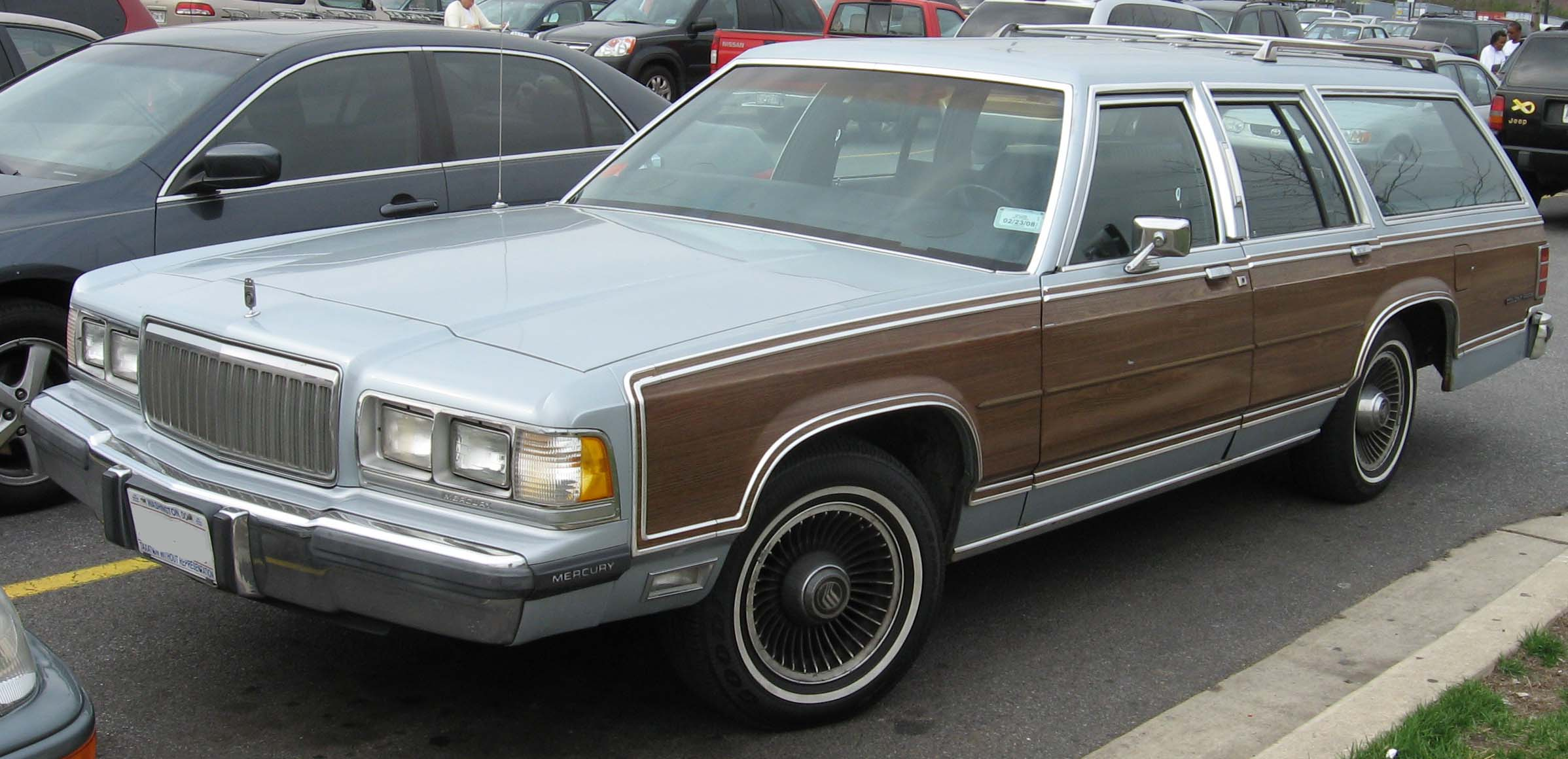
Mercury Grand Marquis Colony Park (1987–1991)
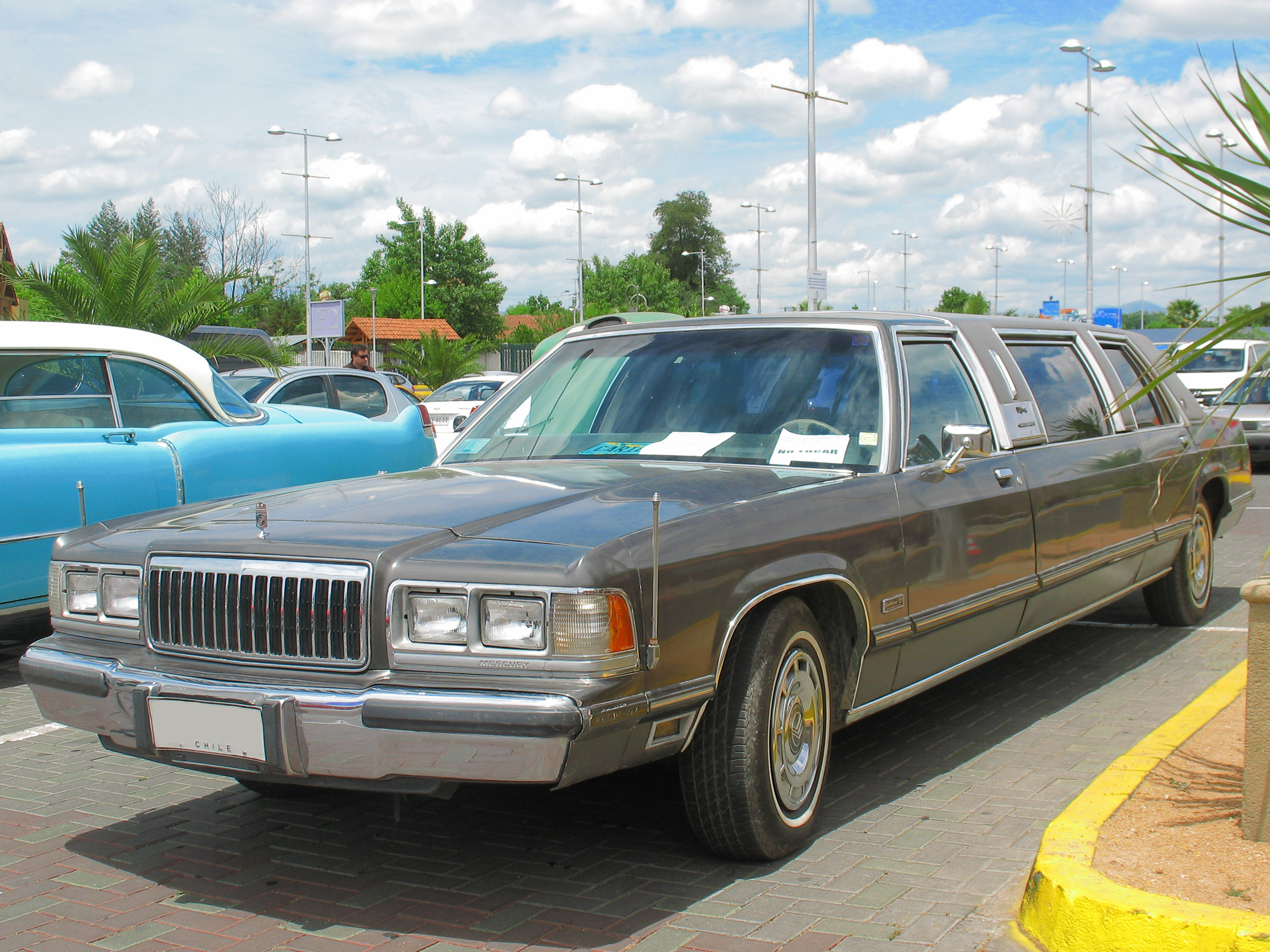
Als Stretchlimousine

## 2. Generation (1992–1997)
Im Frühjahr 1992 präsentierte Mercury eine neue Baureihe des Grand Marquis, der ab diesem Zeitpunkt nur noch als viertürige Limousine erhältlich war.
Wie die zeitgleich erneuerten Parallelmodelle Ford Crown Victoria und Lincoln Town Car basierte der Grand Marquis auf der Panther-Plattform des Konzerns und besaß nun einen separaten Rahmen mit einer darauf aufgesetzten Karosserie. Diese fiel etwa gleich groß aus wie beim Vorgänger, war aber mit einem cw-Wert von 0,36 (statt 0,45) wesentlich strömungsgünstiger gestaltet. Statt des aus den 1960er-Jahren stammenden 4,9-Liter-V8 diente nun ein moderner, 4,6 Liter großer OHC-V8 (193 PS/142 kW, mit Doppelauspuff 213 PS/157 kW) als Antrieb, der seine Kraft über eine Viergang-Automatik an die Hinterräder übertrug. Angeboten wurde weiterhin ein Grundmodell namens Grand Marquis GS sowie eine reichhaltiger ausgestattete LS-Version.

Ab 1993 waren Fahrer- und Beifahrerairbags serienmäßig, 1995 erfolgte ein leichtes Facelift mit einer geänderten Front- und Heckpartie.

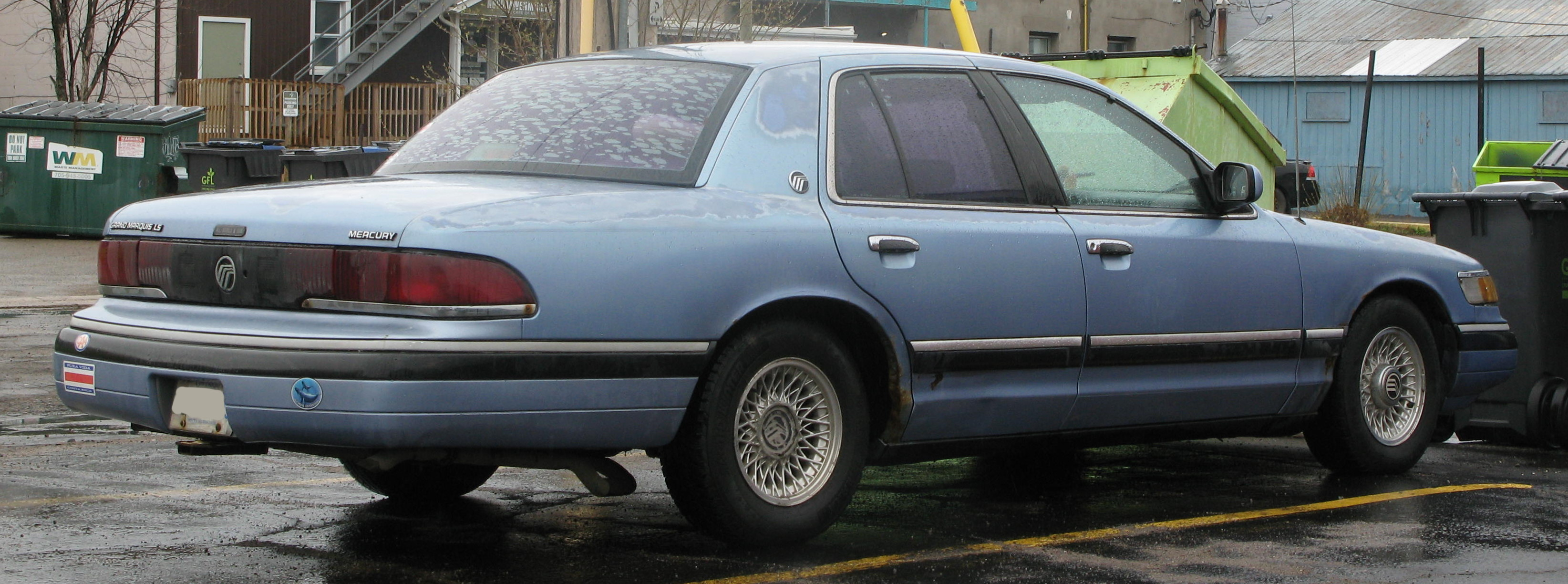
Heckansicht
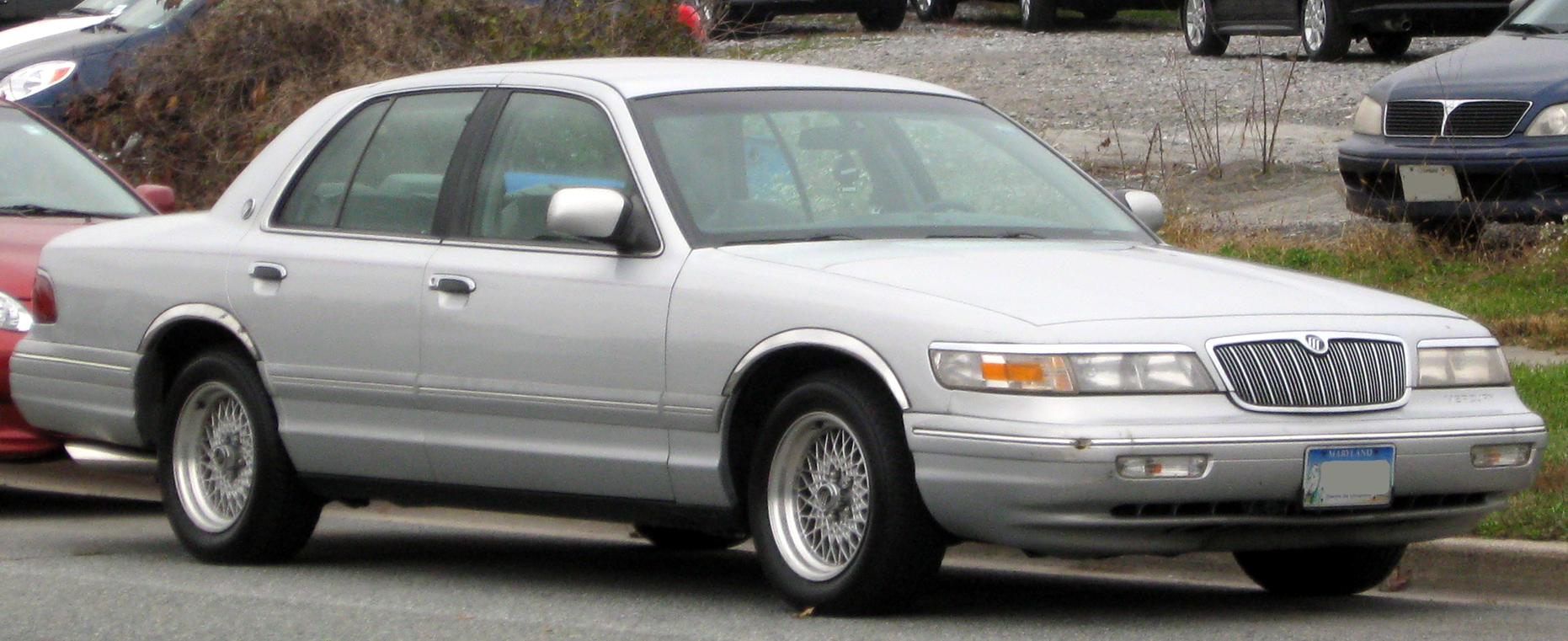
Facelift (1995–1997)
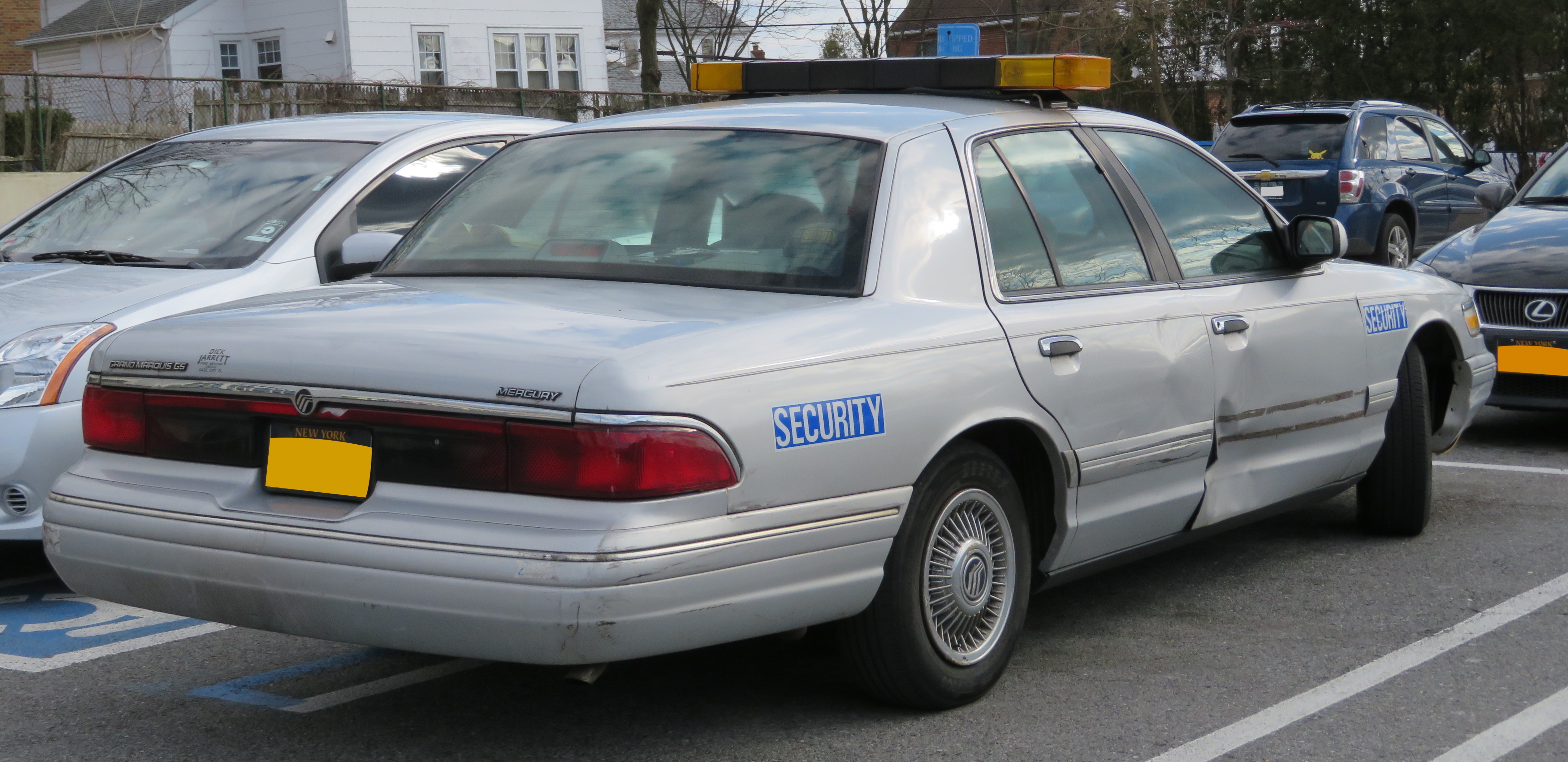
Heckansicht
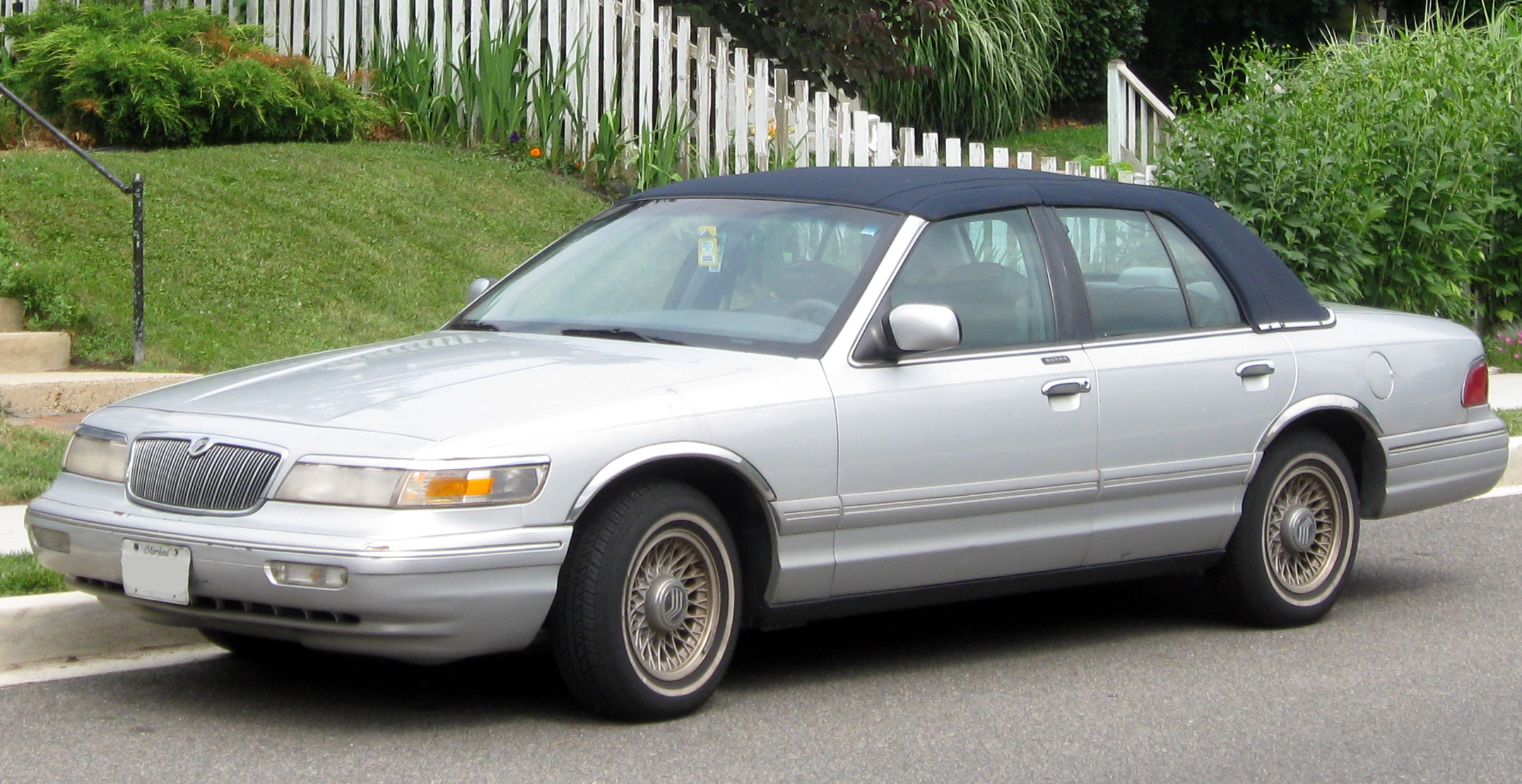
Mercury Grand Marquis mit Vinyldach

## 3. Generation (1997–2010)
Zum Modelljahr 1998 erfolgte eine umfangreiche Modellpflegemaßnahme mit Retuschen an Bug, am Heck und an den Flanken sowie eine Überarbeitung des Innenraums, wie auch bei den Schwestermodellen. Der nach wie vor zum Einsatz kommende 4,6-Liter leistet seitdem 203/218 PS (149/160 kW). 2003 erhielt der Grand Marquis eine weitere Auffrischung; Bug und Heck wurden erneut geändert, der Rahmen modifiziert und nun im Hydroform-Verfahren hergestellt. Die Kugelumlauflenkung wurde durch eine Zahnstangenlenkung ersetzt. Zum gleichen Zeitpunkt führte das Unternehmen unter Wiederaufnahme der Modellbezeichnung Marauder eine sportliche Variante des Grand Marquis ein, die 2004 allerdings bereits wieder eingestellt wurde. Ab 2005 erhielt das Modell eine elektronische Drosselklappe und 2006 wurde der Kühlergrill neu gestaltet.
Ab 2009 gab es nur noch zwei (LS Fleet und LS Retail) der einst drei Ausstattungslinien. LS Fleet war nur für Unternehmen verfügbar, LS Retail auf Bestellung bei den US-Händlern.

Ende 2010 wurde der Grand Marquis zeitgleich mit der Marke Mercury eingestellt, das letzte Fahrzeug verließ am 4. Januar 2011 und somit als letzter Mercury überhaupt das Band. Der Grand Marquis war einer der letzten großen Limousinen, die keine Kopfstützen auf der Rückbank hatten.

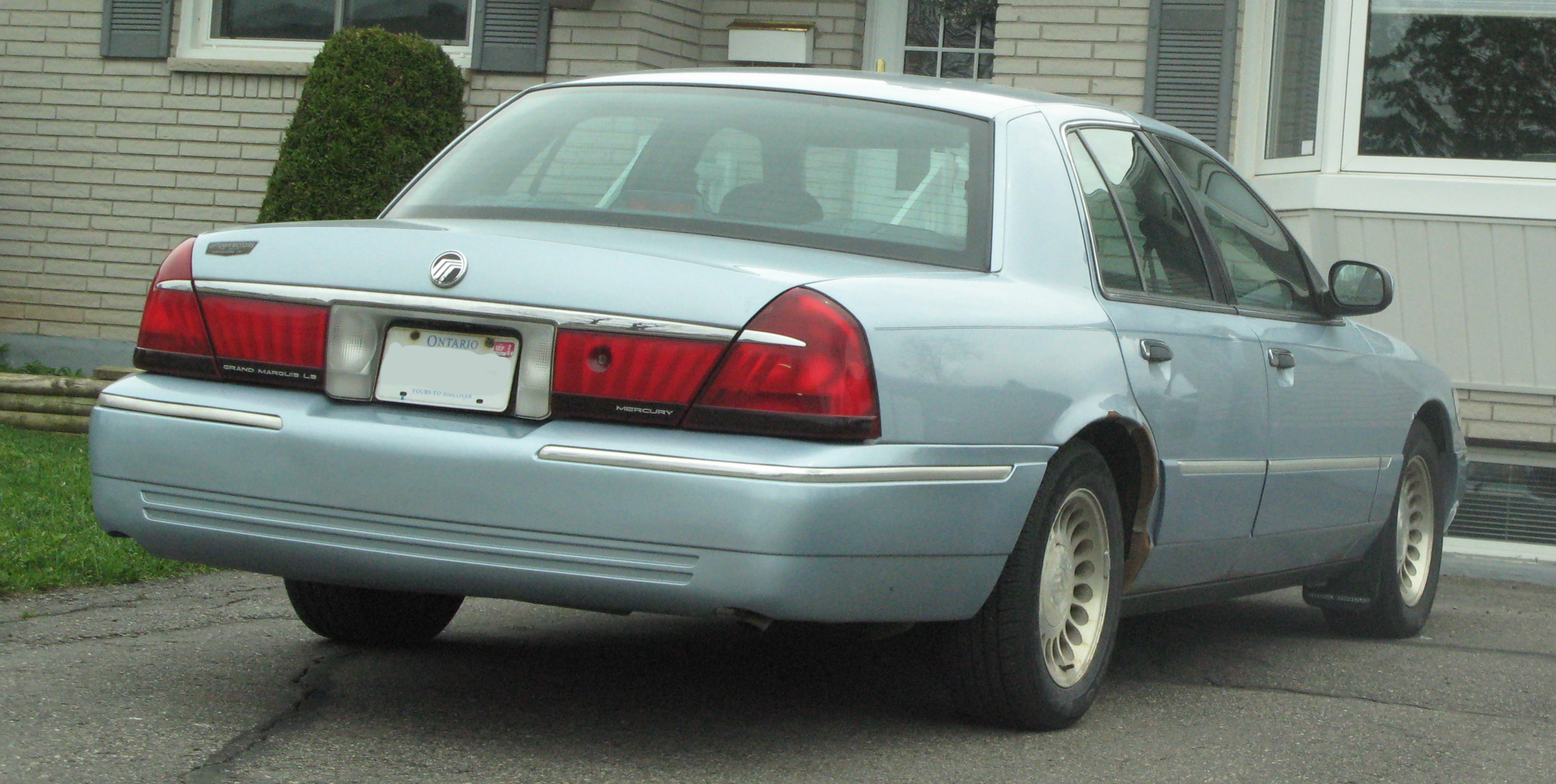
Heckansicht
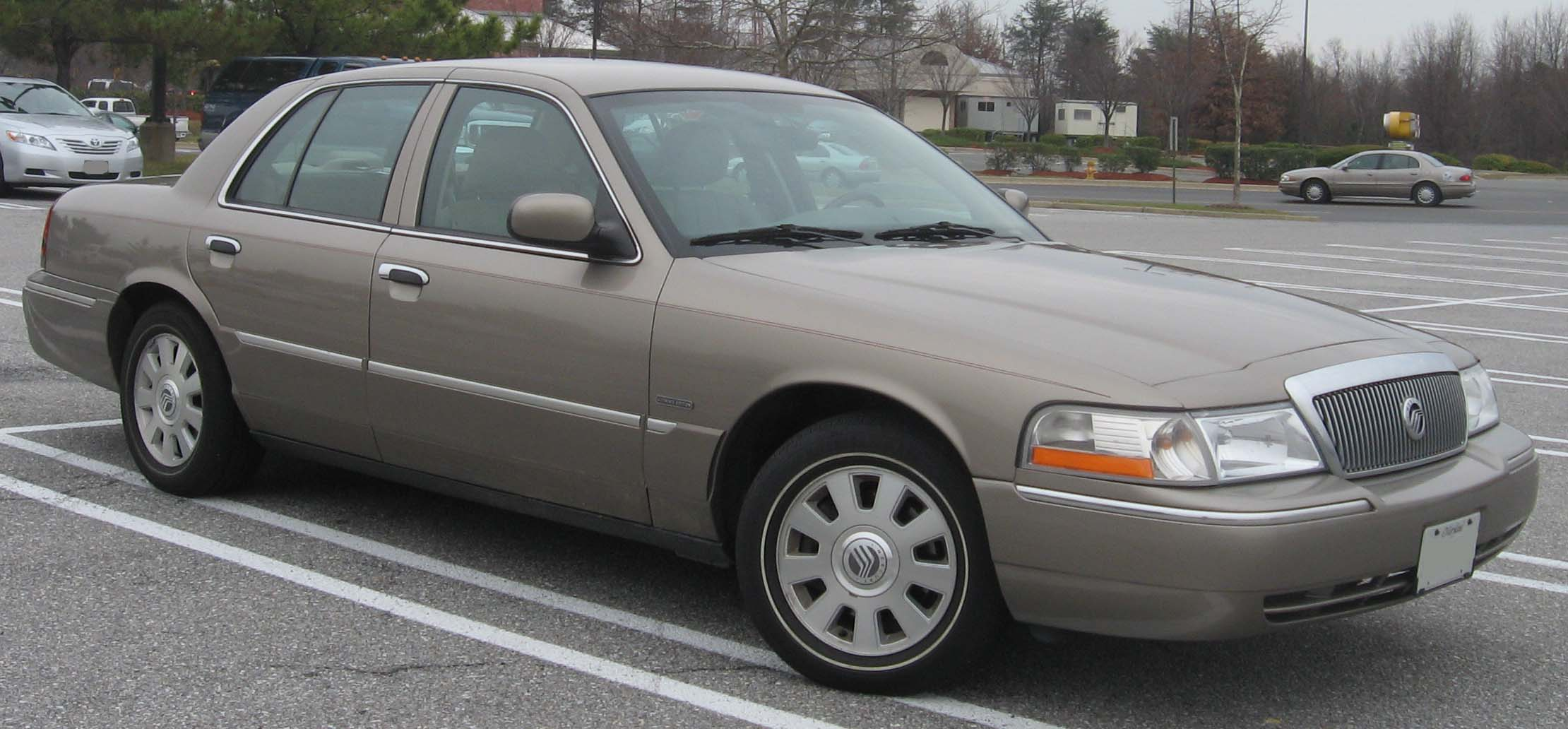
Mercury Grand Marquis (2003–2006)
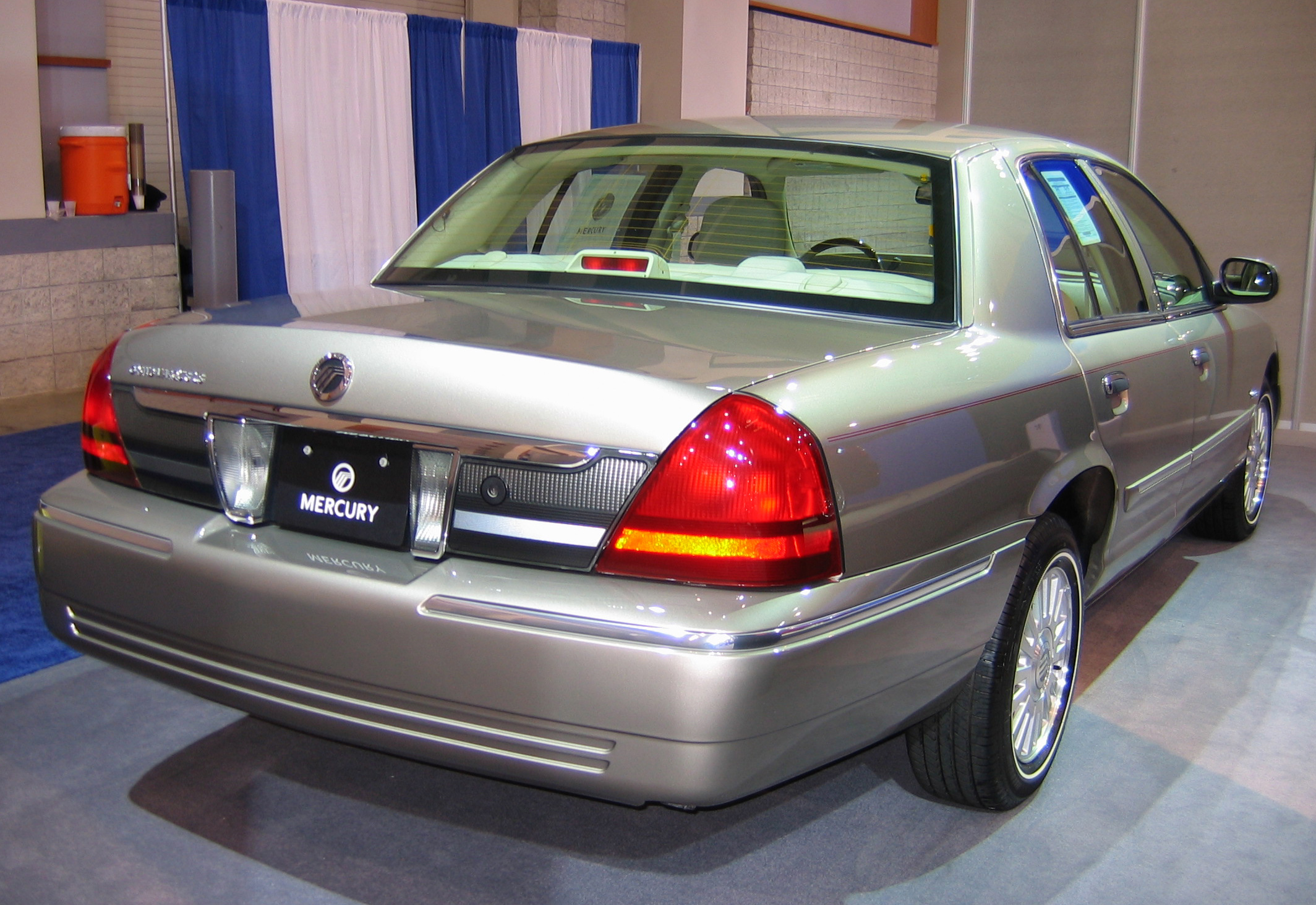
Heckansicht
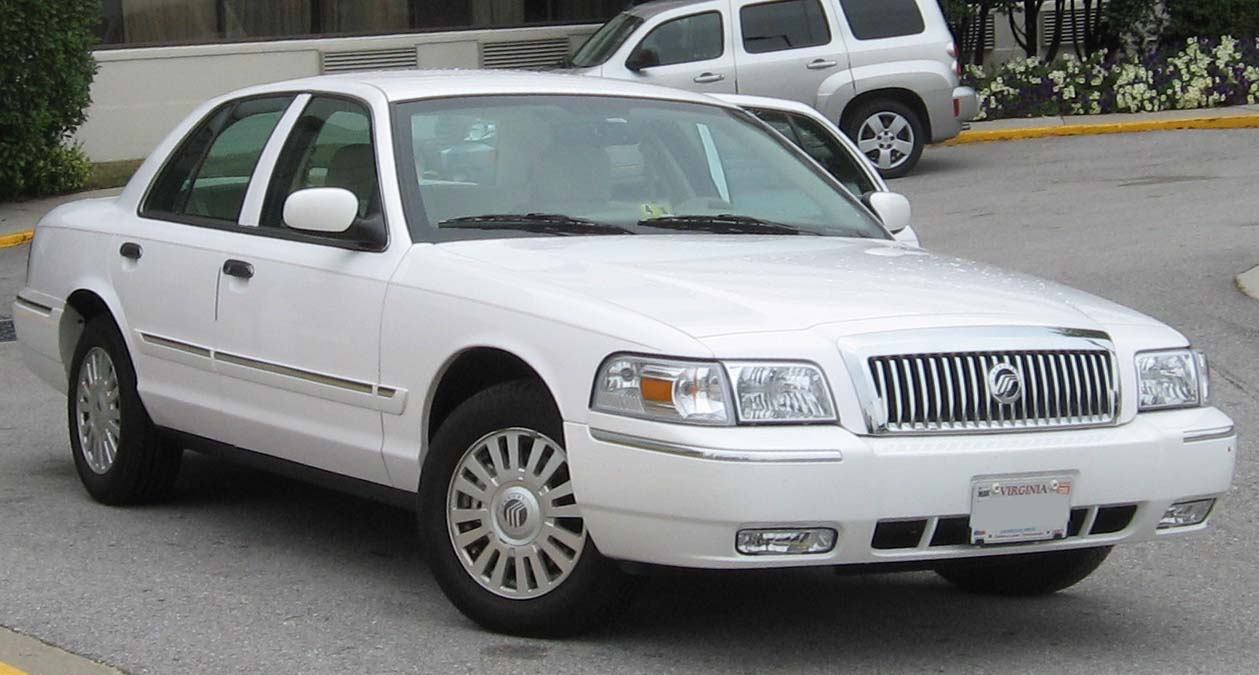
Mercury Grand Marquis (2006–2010)